# SP Kanton Bern
Die Sozialdemokratische Partei des Kantons Bern – kurz: SP Kanton Bern – ist die zweitgrösste Kantonalsektion der SP Schweiz. Sie umfasst 7 Regionalverbände, über 120 Ortssektionen und rund 6'500 Mitglieder (Stand Oktober 2023). Die SP Kanton Bern wurde 1905 gegründet. Präsidentin seit März 2025 ist die Grossrätin Manuela Kocher Hirt, zuvor war sie bereits seit November 2021 Vizepräsidentin.

## Profil
Das aktuelle Parteiprogramm der SP Kanton Bern wurde 2007 beschlossen. Nach diesen Grundsätzen strebt die Partei eine gerechte Gesellschaft an. Sie setzt sich für einen starken Rechtsstaat ein, weil allein dieser schwache Mitglieder der Gesellschaft schützen und dafür sorgen könne, dass die Regeln von allen eingehalten werden. Die SP Kanton Bern steht für einen zweisprachigen Kanton ein, der die Brückenfunktion zwischen der deutsch- und der französischsprachigen Schweiz aktiv wahrnimmt.
Zentrale Werte der Partei sind, wie für die SP Schweiz, Chancengleichheit und materielle Gerechtigkeit als Grundlagen für die gesellschaftliche Vielfalt. Die Menschen sollen unabhängig von Religion, Herkunft, Nationalität, Geschlecht oder wirtschaftlichen Verhältnissen Entfaltungsmöglichkeiten erhalten. Jeder Mensch habe Anspruch auf die gleichen Voraussetzungen, sein Glück finden zu können.

## Organisation

### Parteileitung
Die Parteileitung führt das Tagesgeschäft der SP Kanton Bern mit der Planung und Organisation von Veranstaltungen und Gremien, mit der Medienarbeit und den Kontakten zu anderen Organisationen. Sie umfasst das Parteipräsidium, das Vizepräsidium und das Fraktionspräsidium sowie das Parteisekretariat.

### Geschäftsleitung
Die Geschäftsleitung ist zuständig für die strategische Führung der SP Kanton Bern. Sie entscheidet über politische Richtlinien sowie Abstimmungs- und Wahlkampagnen. Sie setzt sich aus der Parteileitung, den SP-Regierungsmitgliedern und vom Parteitag gewählten Mitgliedern zusammen.

### Parteitag
Der Parteitag ist das oberste Organ der SP Kanton Bern. Seine Beschlüsse sind für die Mitglieder, die Sektionen und die Regionalverbände verbindlich. Parteitage sind öffentlich und finden 3–4 Mal pro Jahr statt.

### Sektionen
Die SP Kanton Bern besteht aus über 110 Ortssektionen. Diese repräsentieren meistens eine politische Gemeinde, in manchen Fällen auch mehrere. Die SP Stadt Bern und die SP Stadt Biel ihrerseits setzen sich aus mehreren Sektionen zusammen.

### Mitglieder
Die SP Kanton Bern umfasst rund 6'500 Mitglieder (Stand Oktober 2023). Üblicherweise gehört ein Mitglied zur Sektion der entsprechenden Wohngemeinde. Die Mitglieder bestimmen via Sektion, Regionalverband und Parteitag die Politik der SP Kanton Bern.

## Personen

### Ständerat
- Flavia Wasserfallen (seit 2023)

### Nationalrat
- Tamara Funiciello (seit 2019)
- Nadine Masshardt (seit 2013)
- Ueli Schmezer (seit 2025)
- Andrea Zryd (seit 2023)
- Ursula Zybach (seit 2023)

### Regierungsrat
- Evi Allemann (seit 2018)
- Christoph Ammann (seit 2016)

### Grosser Rat
Die SP-JUSO-PSA Fraktion im Grossen Rat des Kantons Bern umfasst 34 Personen in der Legislatur 2022–2024. Ein Fraktionsmitglied entfällt auf den Parti Socialiste Autonome. Fraktionspräsident ist seit 2021 Grossrat Stefan Jordi aus Bern.

### Grossratspräsidium
Alle Grossratspräsidien der SP:
- 1922 / 1923	Robert Grimm, Bern
- 1925 / 1926	Oskar Schneeberger, Bern
- 1928 / 1929	Ernst Jakob, Port
- 1931 / 1932	Ernst Bütikofer, Bern
- 1935 / 1936	Konrad Ilg, Bern
- 1938 / 1939	Hermann Hulliger, Heimberg
- 1941 / 1942	Robert	Bratschi, Bern
- 1944 / 1945	Friedrich Meyer, Roggwil
- 1947 / 1948	Karl Geissbühler, Liebefeld
- 1950 / 1951	Walter Stünzi, Thun
- 1953 / 1954	René Vuilleumier, Tramelan
- 1956 / 1957	Reynold Tschäppät, Bern
- 1959 / 1960	Walter König, Biel
- 1962 / 1963	Adolf Blaser, Urtenen
- 1965 / 1966	Ernst Bircher, Bern
- 1968 / 1969	Guido Nobel, Biel
- 1971 / 1972	Hans Mischler, Bern
- 1974 / 1975	Kurt Meyer, Roggwil
- 1977 / 1978	Theodor Lehmann, Bolligen
- 1980 / 1981	Walter Stoffer, Biglen
- 1983 / 1984	René Bärtschi, Heiligenschwendi
- 1986 / 1987	Margrit Schläppi-Brawand, Unterseen
- 1989 / 1990	Otto Krebs, Twann
- 1993 / 1994	Peter Bieri, Oberdiessbach
- 1997 / 1998	Roland Seiler, Moosseedorf
- 2001 / 2002	Barbara Egger-Jenzer, Bremgarten
- 2005 / 2006	Thomas Koch, Laupen
- 2009 / 2010	Chantal Bornoz Flück, La Heutte
- 2013 / 2014	Bernhard Antener, Langnau i. E.
- 2017 / 2018	Ursula Zybach, Spiez
- 2021 / 2022   Hervé Gullotti, Tramelan

## Geschichte
Eine kurze Chronologie zur SP Kanton Bern:
- 1888 Gründung der SP Schweiz
- 1890 Gründung des Kantonalverbandes Bernischer Grütli- und Arbeitervereine
- 1902 Der Kantonalverband Bernischer Grütli- und Arbeitervereine tritt der SP Schweiz bei
- 1905 Aufgrund der überarbeiteten Statuten wird aus dem Kantonalverband die Sozialdemokratische Partei des Kantons Bern
- 1912 Eröffnung des kantonalen SP-Parteisekretariats in der Stadt Bern
- 1935 Die SP wird bei den Nationalratswahlen zur wähler- und sitzstärksten Partei im Kanton Bern
- 1938 Robert Grimm und Georges Moeckli werden die ersten sozialdemokratischen Regierungsräte im Kanton Bern
- 1946 Bei den Grossratswahlen wird die SP zur wählerstärksten Partei im Kanton Bern
- 1946 Fritz Giovanoli holt den dritten Regierungsratssitz für die SP
- 1948 Gründung der Sozialdemokratischen Frauengruppe des Kantons Bern
- 1948 Georges Moeckli wird zum ersten Berner Sozialdemokrat im Ständerat
- 1968 Mit Unterstützung der SP wird im Kanton Bern das Frauenstimmrecht angenommen
- 1974 Marie Boehlen und Ruth Hamm werden als erste SP-Frauen in den Grossen Rat gewählt
- 1975 Gründung des Parti socialiste du Jura bernois nach der Abspaltung des nördlichen Juras
- 1987 Erstmals treten die SP-Frauen bei den Nationalratswahlen mit einer eigenen Liste an und holen zwei Sitze
- 1992 Mit Dori Schär wird die erste SP-Frau Berner Regierungsrätin
- 2003 Simonetta Sommaruga wird als erste SP-Frau Berner Ständerätin
- 2006 Zusammen mit den Grünen holt die SP Kanton Bern die Mehrheit im Berner Regierungsrat
- 2010 Simonetta Sommaruga wird zur ersten Berner Bundesrätin
- 2016 In einer Ersatzwahl geht die rotgrüne Mehrheit im Regierungsrat verloren